# Larry Binyon
Lawrence F. Binyon (Cicero (Illinois), 16 september 1908 - Los Angeles, 10 februari 1974) was een Amerikaanse jazz-saxofonist, klarinettist, fluitist en violist, die van de jaren twintig tot veertig meespeelde op talloze plaatopnames.
Binyon deed zowel radiowerk  als studiowerk. Hij werkte mee aan opnames van Ben Pollack, de studiogroep The Charleston Chasers, Red Nichols, Fats Waller, Benny Goodman, Jack Teagarden, Roger Wolfe Kahn, Ethel Waters, Boswell Sisters, Irving Mills, Kay Thompson, Bunny Berigan, Jess Stacy, Billie Holiday, Mildred Bailey, Bea Wain en andere groepen en musici.